# Chieşd
Chieşd es una comuna ubicada en el distrito de Sălaj, Rumania.

## Superficie
Posee una superficie de 43,42 kilómetros cuadrados.

## Demografía
Hasta 2021 la población era de 2271 habitantes, con una densidad de población de 52,30 habitantes por kilómetro cuadrado.